# Okunivka
Okunivka (en (ucraïnès) Окунівка, en rus: Окунёвка) és un poble de la República Autònoma de Crimea, a Ucraïna, que el 2014 tenia 522 habitants. Pertany al districte de Txornomórske. Fins al 1948 la vila es deia Tarpantxí i Beixí.